# Hornokraňský region
Hornokraňský region (slovinsky Gorenjska statistična regija) je jedním ze statistických regionů Slovinska. Byl zřízen v květnu 2005 a rozkládá se v severozápadní části země na nejhořejším povodí řeky Sávy. V regionu je celkem 18 občin. Hlavním a také největším městem regionu je Kranj, dalšími středisky jsou Škofja Loka, Radovljica, Jesenice, Tržič. Rozloha regionu je 2 136,5 km² a k 1. lednu 2016 zde žilo 203 808 lidí.
Hraničí na jihozápadě s Gorickým regionem, na jihovýchodě se Středoslovinským regionem, na východě velmi krátce se Savinjským regionem, na severu s Rakouskem (Korutany) a na severozápadě s Itálií (Furlansko-Julské Benátsko). Do značné míry se shoduje s historickou oblastí Horní Kraňsko, slovinsky Gorenjska.

## Seznam občin
| P. č. | Znak | Občina                     | Rozloha v km2 | Počet obyvatel (k 1. 1. 2016) |
| ----- | ---- | -------------------------- | ------------- | ----------------------------- |
| 1     |      | Bled                       | 72,3          | 8 035                         |
| 2     |      | Bohinj                     | 333,7         | 5 139                         |
| 3     |      | Cerklje na Gorenjskem      | 78,0          | 7 506                         |
| 4     |      | Gorenja vas-Poljane        | 153,3         | 7 429                         |
| 5     |      | Gorje                      | 116,2         | 2 822                         |
| 6     |      | Jesenice                   | 75,8          | 20 858                        |
| 7     |      | Jezersko                   | 68,8          | 624                           |
| 8     |      | Kranj                      | 150,9         | 56 115                        |
| 9     |      | Kranjska Gora              | 256,3         | 5 264                         |
| 10    |      | Naklo                      | 28,3          | 5 283                         |
| 11    |      | Preddvor                   | 87,0          | 3 582                         |
| 12    |      | Radovljica                 | 118,7         | 18 816                        |
| 13    |      | Šenčur                     | 40,3          | 8 580                         |
| 14    |      | Škofja Loka                | 146,0         | 22 927                        |
| 15    |      | Tržič                      | 155,4         | 14 872                        |
| 16    |      | Železniki                  | 163,7         | 6 705                         |
| 17    |      | Žiri                       | 49,2          | 4 870                         |
| 18    |      | Žirovnica                  | 42,6          | 4 381                         |
|       |      | Hornokraňský region celkem | 2 136,5       | 203 808                       |